# Quintus Caecilius Metellus Macedonicus
Quintus Caecilius Metellus Macedonicus (* zwischen 190 und 185 v. Chr.; † 115 v. Chr.) war ein römischer Politiker.
Macedonicus war der älteste Sohn des Quintus Caecilius Metellus, der im Jahr 206 v. Chr. Konsul gewesen war. Metellus war ein erfolgreicher General, kämpfte im Dritten Makedonischen Krieg und brachte die Siegesbotschaft von Pydna nach Rom. Er sicherte 146 v. Chr. die Annexion Makedoniens als römische Provinz – daher das Cognomen Macedonicus – und errichtete aus der Beute die Porticus Metelli, die er mit geraubten Kunstwerken ausschmückte. Für seinen Erfolg erhielt er einen Triumph.
154 wurde er zum Volkstribunen gewählt, 148 zum Prätor. Als Konsul im Jahr 143 v. Chr. und Prokonsul im Jahr 142 v. Chr. kämpfte Macedonicus erfolgreich gegen die Keltiberer und eroberte Contrebia. Unklar ist, ob er auch hierfür einen Triumph erhielt. 136 war er als Legat des Lucius Furius Philus in Spanien, 133 schlug er eine Sklavenrevolte in Minturnae nieder. 131 v. Chr. wurde er zum Censor gewählt. Als konservativer Aristokrat war er ein Gegner der Gracchen. Während seiner Zeit als Censor machte er die Ehe für Römer zur Pflicht – ein Gesetz, das nie angewandt wurde. In der Zeit von 140 bis zu seinem Tod 115 v. Chr. war er Augur. Seine vier Söhne Quintus, Lucius, Marcus und Gaius erreichten alle das Konsulat. Er hatte auch zwei Töchter, Caecilia Metella, die Mutter des Publius Servilius Vatia Isauricus, und deren gleichnamige Schwester Caecilia Metella, die Gattin des Konsuls von 111 v. Chr., Publius Cornelius Scipio Nasica Serapio.